# Frédéric Parcheminier
Frédéric Parcheminier est un écrivain et poète français né à Neuilly-sur-Seine le 10 avril 1940, où il est mort le 29 novembre 2018.

## Biographie
Assignée fille à la naissance sous le nom de Monique Léone Marguerite Parcheminier, Frédéric Parcheminier a connu une vie complexe dont Noëlle Châtelet, passionnée par les questions du corps, s’est librement inspirée. De leur rencontre est né un livre La Tête en bas publié en 2003 aux éditions du Seuil. 
Il a souhaité changer de sexe — sans doute sous l’emprise de son père (qu’il a fini par surnommer Ubu) et dont il a reçu une éducation très sévère et virile. Monique Léone Marguerite est ainsi devenue Frédéric au terme d’un processus chimique et chirurgical. Son état civil a été rectifié par décision de justice le 10 décembre 1996 par le parquet de Paris.
Attiré très tôt par l’écriture poétique, il compose ses premiers poèmes à l’âge de cinq ans. 
Dans les années 1960, il suit des études en histoire de l’art à l'université de la Sorbonne, où il rencontre Suzanne Pagé qui l’accueillera plus tard pour une lecture/performance au département de l’Arc du Musée d'Art moderne de Paris, puis en philosophie, où il commence sous la direction du professeur Mikael Dufresne une thèse de doctorat « L’ordinateur peut-il gérer et générer de la poésie ? »
Dans le même temps, il se lie avec Raymond Queneau. Les deux hommes confrontent notamment leurs approches de la poésie combinatoire à l’époque de la publication de Cent mille milliards de poèmes.
Proche d’Hélène de Beauvoir, de Noëlle Châtelet et de Jacques Derrida dont il sera le disciple à l’université, Frédéric Parcheminier se rapproche également de Pierre Emmanuel avec lequel il entretiendra une correspondance jusqu’à sa mort. Le poète, impressionné par cette écriture si particulière, formait le dessein de publier aux éditions Gallimard ce qui deviendra Le Carreau de cinq lieues; il devait même en rédiger la préface. Mais ce projet ne verra jamais le jour, Frédéric Parcheminier sombrant brutalement dans la schizophrénie dès les années 1970. Il séjourne à plusieurs reprises à la clinique de La Borde ; il suit des cures analytiques notamment avec des psychanalystes qui avaient une relation forte à l’écriture comme Daniel Sibony et Gérard Pommier,ainsi que les séminaires de Jacques Lacan ; il deviendra lui-même analyste au terme d’une analyse didactique.
Frédéric Parcheminier meurt à Neuilly-sur-Seine le 29 novembre 2018.

## Œuvres
Bien des années plus tard, Frédéric Parcheminier a poursuivi son œuvre en essayant de dompter la maladie. Ses amis n’ont eu de cesse de taper ses textes et de les recueillir afin que son œuvre ne disparaisse pas. Une première publication du Carreau  de cinq lieues paraît en 1992 aux Éditions EST, avec une gravure du peintre Raymond Canta en tirage de tête, suivie d’une seconde en 2003 aux Éditions L'Harmattan, introduite par une étude sur le poète par Christophe Chabbert (Frédéric Parcheminier, poète du dedans), ainsi que la publication en juillet 1994 de Comme elle le suisaux éditions Carvalho avec des gravures d’Hélène de Beauvoir.
Il rencontre le mime, performer et artiste contemporain Vahram Zaryan présenté par Noëlle Châtelet lors des représentations du spectacle La Tête en bas en 2013 inspiré du texte de Noëlle Châtelet.
Cette rencontre marque le début d'une amitié et d'une collaboration artistique d'une grande importance pour Frédéric Parcheminier. Zaryan et Parcheminier unissent leurs talents pour créer un cycle de créations intitulé "Obliques" : Oblique Cycle 1 et Oblique Cycle 2, où plusieurs matériaux poétiques de Frédéric Parcheminier sont utilisés dans des spectacles performatifs et sonores,,. Les spectacles et performances de Vahram Zaryan s'inspirent des écritures de Frédéric Parcheminier, qui compose des poèmes spécialement dédiés à leur collaboration et aux œuvres qu'ils réalisent ensemble
De nombreux textes de Frédéric Parcheminier ont été publiés chaque année, depuis sa création en 2017, par la 
revue annuelle du sud du Tarn Les Cahiers de la Montagne Noire dirigée par Françoise Dax-Boyer. À sa demande, les Archives du Tarn ont accepté de recevoir un fonds Parcheminier constitué de manuscrits et de documents personnels permettant ainsi qu’il soit préservé et accessible.